# Mergelstetten

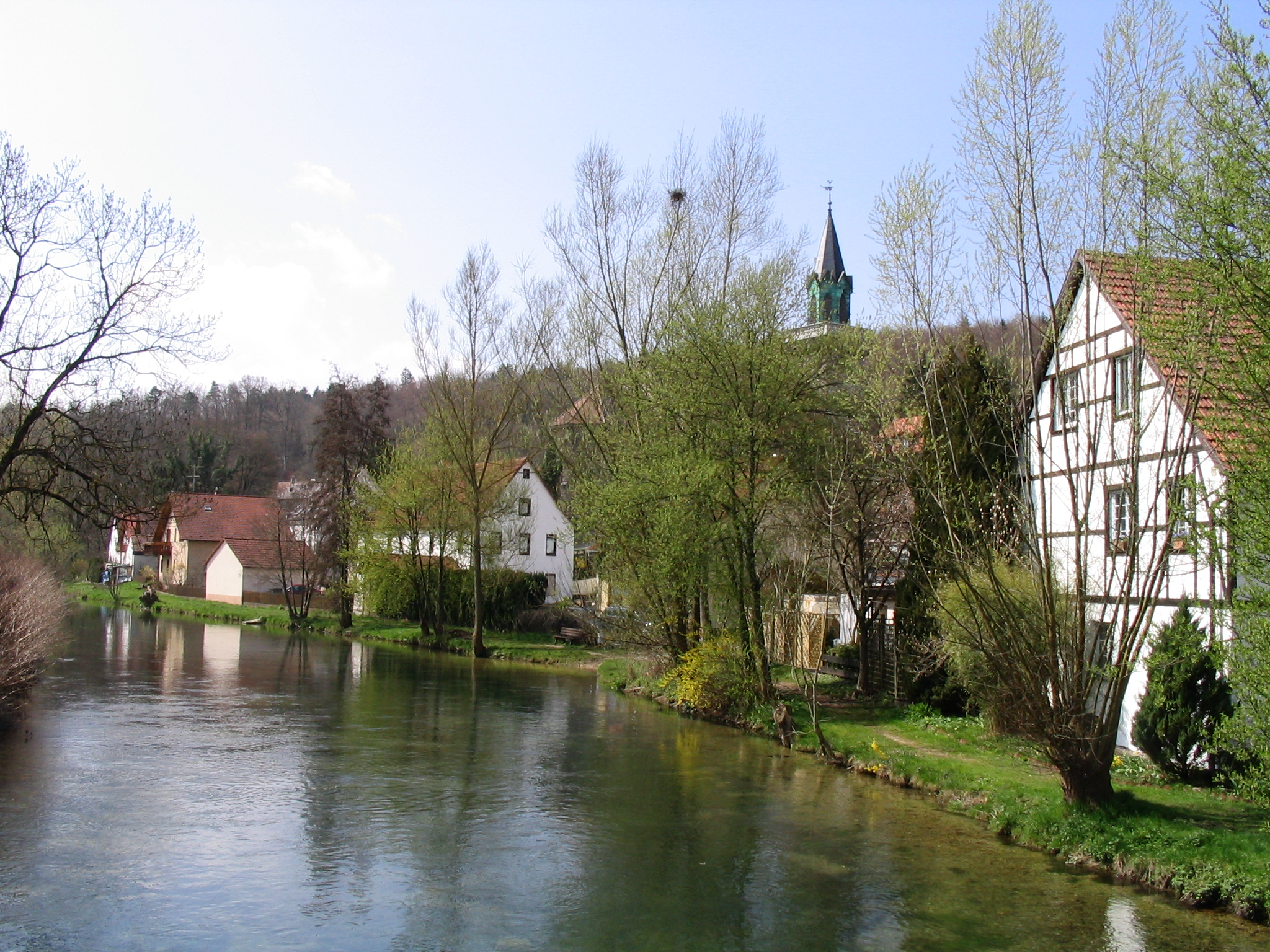
Brenzufer

Mergelstetten ist ein Stadtteil der Kreisstadt Heidenheim an der Brenz in Baden-Württemberg.
Der Ortsname Mergelstetten (lateinisch Merchelinestetin) leitet sich wahrscheinlich von den großen Mergelvorkommen in der Umgebung ab.  Jedoch ist auch eine Herleitung vom Personennamen Merkilo denkbar.
Der Ort liegt südlich von Heidenheim am linken und rechten Ufer der Brenz und erstreckt sich mit dem Wohngebiet Reutenen bis auf die Schwäbische Alb.

## Geschichte

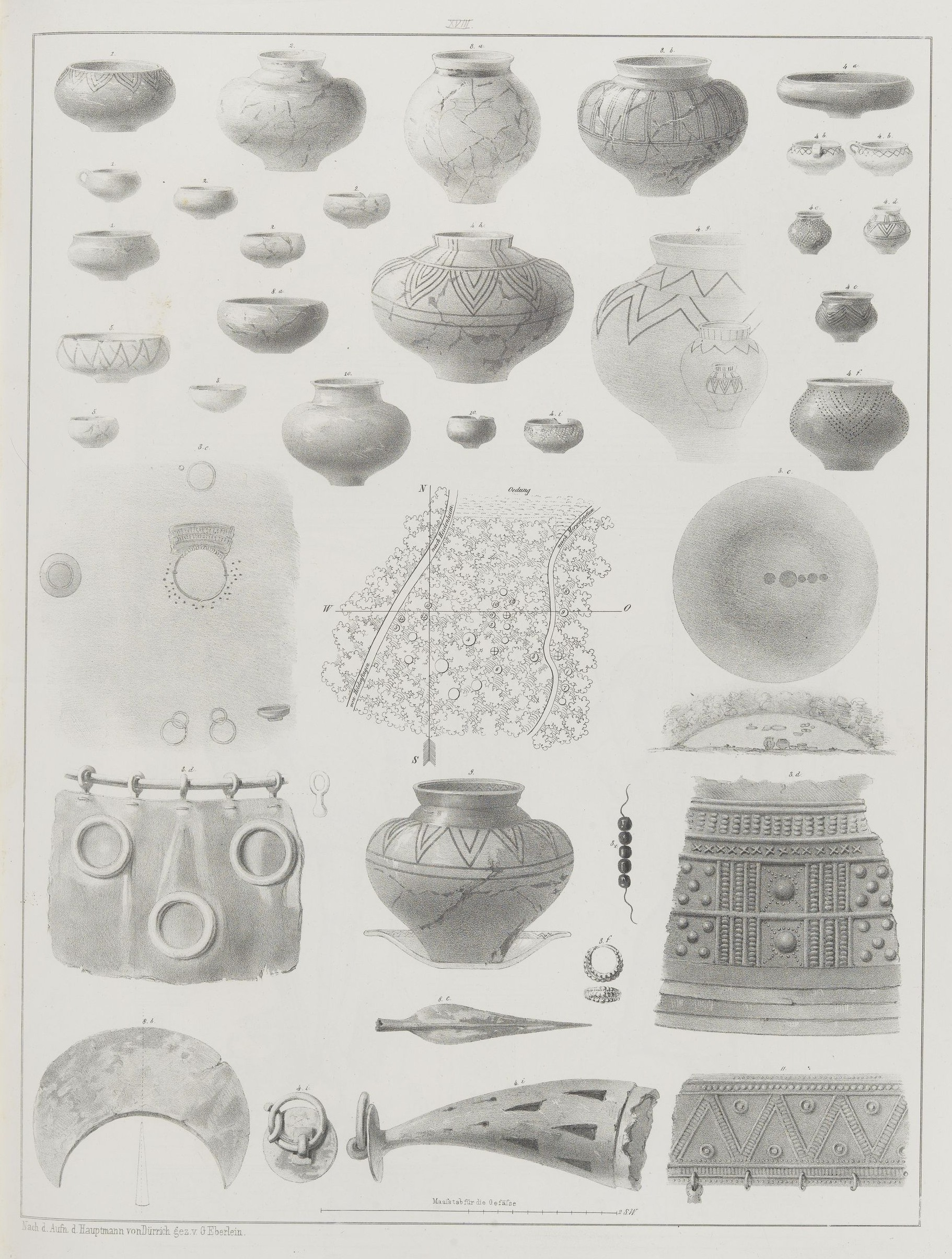
Keltische Grabfunde im Scheiterhau

Die über 30 keltischen Hügelgräber im westlich gelegenen Wald Scheiterhau bezeugen schon eine frühe Besiedlung in der Hallstattzeit.
Die erste urkundliche Erwähnung liegt in einem Dokument des Bischofs Walter von Augsburg von 1143 vor, in dem er eine Mühle, ein Fischwasser und einen Hof in Mergelstetten erwähnt, die sich im Besitz des nahe gelegenen Klosters Anhausen an der Brenz befinden. Man geht aber schon von einer früheren Besiedlung durch die Alamannen aus.
Im Süden Mergelstettens befinden sich noch die Überreste der Burgruine Furtheim, die im Volksmund Hurwang genannt wird. Die Burg wurde von den Herren von Furtheim erbaut und 1209 erstmals erwähnt. Sie soll damals größer gewesen sein, als der Vorläufer des Schlosses Hellenstein in Heidenheim. Burg Furtheim/Hurwang wurde um 1300 aufgegeben und ist seitdem eine Ruine, in deren Gewölben nach einer überlieferten Sage bis heute eine goldene Krone vergraben sein soll.
Weitere wichtige Daten, die vor allem mit dem wirtschaftlichen Aufschwung Mergelstettens verbunden sind, sind das Jahr 1828, in dem Jakob Zöppritz aus Darmstadt eine Wolldeckenfabrik gründete, sowie das Jahr 1901, in dem Carl Schwenk aus Ulm die Zementfabrik erbaute. Die Zementfabrik prägt noch heute durch ihre großen Ausmaße das Bild Mergelstettens.
Am 29. Mai 2016 kam es durch das Tiefdruckgebiet „Elvira“ zu schweren Überschwemmungen. Vor allem im Bereich der Brenzblick Residenz.

## Sehenswürdigkeiten

### Kirchen

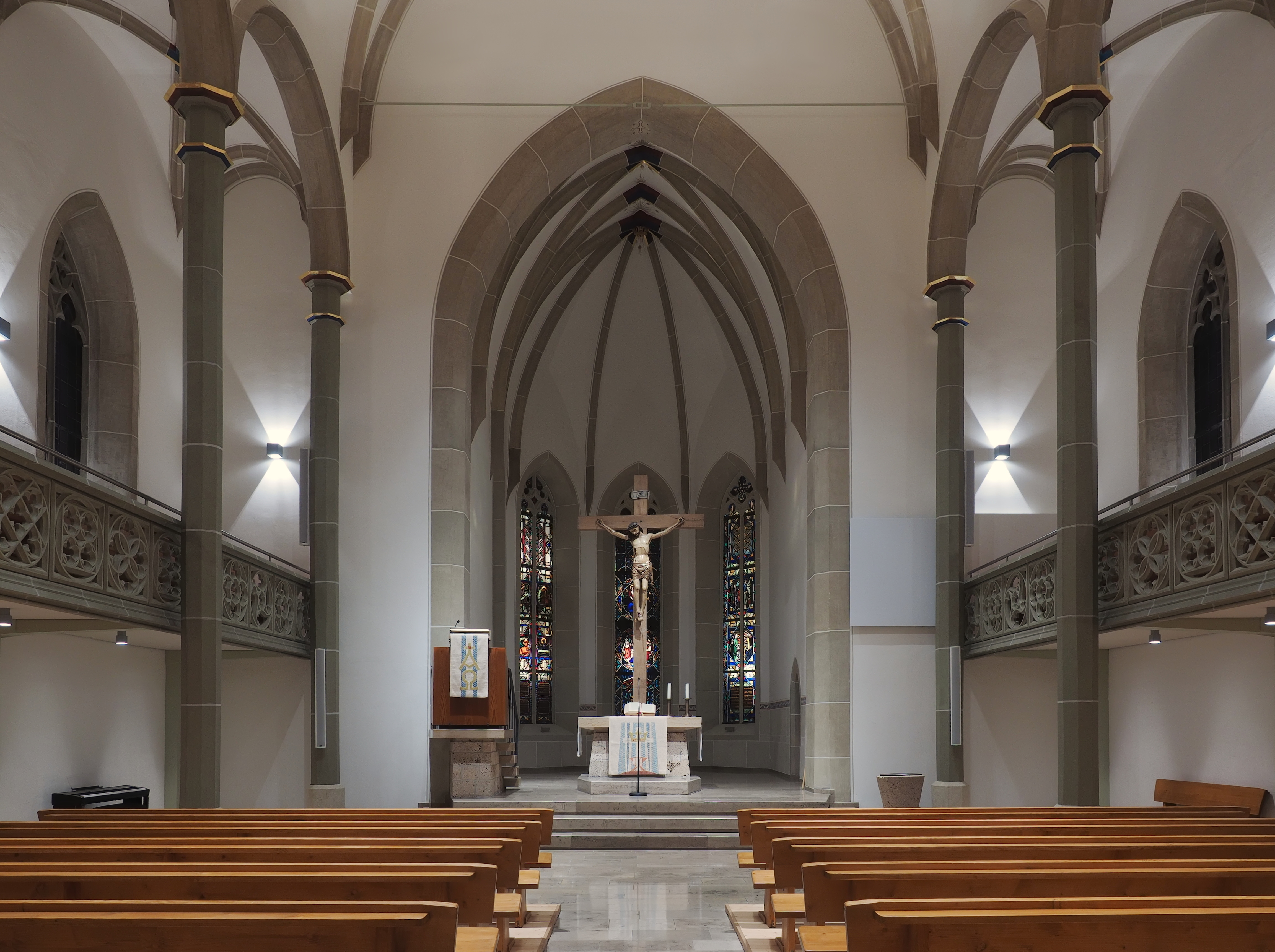
Evangelische Kirche, Innenansicht

1841 wurde die alte Mergelstetter Ulrichskirche abgerissen und 1843 durch die heutige Evangelische Kirche im neugotischen Stil ersetzt. Der Architekt dieser Kirche war Carl Alexander Heideloff, der auch schon das Schloss Lichtenstein erbaut hatte. Da die Mergelstetter Gemeinde zu dieser Zeit sehr arm war, wurden die Säulen und die Emporenbrüstungen in Holz statt in Stein ausgeführt. Auch am Kirchturm wurde gespart, indem man ihn nicht so hoch wie ursprünglich geplant baute. Er misst nun eine Höhe von 35 Meter. Trotzdem ist die evangelische Kirche Mergelstetten ein beliebtes Postkartenmotiv.
1957 wurde eine katholische Kirche erbaut und 1960 durch ein Pfarrhaus und 1972 durch ein Gemeindehaus erweitert.

### Sternwarte
Die Willi-Hüll-Sternwarte liegt auf ca. 540 m Höhe in Heidenheim-Mergelstetten auf dem Erbisberg. Es ist eine Volkssternwarte, die vom Astronomieverein Heidenheim betrieben wird. Sie wurde am 30. September 2006 eingeweiht, ist die einzige Sternwarte im Landkreis Heidenheim und kann von Schülern und Amateurastronomen genutzt werden. Seit April 2008 befindet sich dort auch ein Sonnenteleskop. In der Sternwarte finden Führungen und astronomische Vorträge statt.

## Persönlichkeiten

### Söhne und Töchter des Ortes
- Johann Georg Schreiner (1801–nach 1863), deutscher Maler, Zeichner und Lithograf, gest. in den USA
- Christian Gottlieb Maier (1813–nach 1878), württembergischer Oberamtmann
- Heinrich von Maier (1843–1914), württembergischer Oberamtmann
- Paul Ludwig Müller (1843–1906), Bildhauer der Eberhardgruppe im Stuttgarter Schlossgarten
- Walter Troeltsch (1866–1933), Nationalökonom an der Universität Marburg
- Karl Bernhard Zoeppritz (1881–1908), Seismologe in Göttingen
- Hubert Speidel (* 1934), Psychosomatiker, Nervenarzt und Psychoanalytiker an der Universität Kiel

### Weitere Persönlichkeiten
- Christoph Gottfried Bardili (1761–1808), Philosoph, verstarb in Mergelstetten